# Rhodometra kikiae
Rhodometra kikiae là một loài bướm đêm trong họ Geometridae.